# Свети Константин (връх в Славянка)
Свети Константин е връх в планината Алиботуш (или Славянка), България. Височината му е 1455 m.

## Описание
Издига се на главното планинско било, в източната му част, източно от връх Койнар. На изток седловината Пъдарчовица го свързва с Асанов връх от Стъргач. На североизток и северозапад късите му ридове достигат до долината на Буровица. Има пирамидална форма и стръмни склонове. Върхът е изграден от метаморфни скали. Покрит е с тънки кафяви горски почви. Обрасъл е във високите си части със смесени гори, а под 1000 m е обезлесен и засегнат от интензивна ерозия.